# 陈志勤
陈志勤 (1919年3月4日—1996年10月14日)，是马来西亚1959年至1978年间一位著名的政治家，被称为“反对党先生”。他在1964年至1969年间担任马来西亚国会反对党领袖。陈志勤曾是马来亚劳工党和马来亚人民社会主义阵线的领袖，但在之后与林苍佑共同创立了马来西亚民政运动党。当他与民政党意见不合后，他又创立了马来西亚社会正义党。

## 早期生平
1949年，陈志勤在新加坡爱德华医学院毕业，他同期的校友包括后来成为首相的马哈迪·莫哈末。回国后，陈志勤在吉隆坡中央医院服务两年。

## 政治生涯
1952年，他加入了新成立的马来亚劳工党，并参与该党1955年大选的竞选活动。尽管劳动党在选举中失利，陈志勤仍旧忠于该党的社会主义思想。此后，陈志勤协助劳动党草拟备忘录提交给负责为将在1957年独立的马来亚草拟宪法的里德委员会。
1959年，陈志勤出任马来亚劳工党和马来亚人民党组成的政党联盟，马来亚人民社会主义阵线的雪兰莪选举委员会主席。由于联盟内部的分歧，劳工党在1959年大选中有很大的突破。

## 进入国会
1964年，陈志勤同时竞选吉隆坡峇都国会议席和雪兰莪甲洞州议席。尽管联盟成功击败社阵，陈志勤仍旧在这两场选举中胜出，并成为劳工党两位国会议员之一。直到退休前，陈志勤一直担任这两个选区的议员。在担任国会议员期间，陈志勤以彻底探究政府政策并表达自己的观点而闻名。因此，他被人们普遍称为“反对派先生”。陈志勤反对国会肆意修改宪法，也反对将马来西亚建设为伊斯兰国家，他认为这是违反宪法的。他还因对选民的忠诚而闻名，每周至少有两天在办公室为他们服务。陈志勤对自己的宗教信仰毫不避讳，经常在国会引用圣经来发言，因此被奉行“马来人的马来西亚”的时任首相东姑阿都拉曼评价为传教士。
随着劳工党被受过华文教育，更加激进的党员掌控后，政府最终注销了该党。陈志勤脱党成立马来西亚民政运动党，试图拉拢巫裔的支持。民政党与采取相似政策的马来西亚民主行动党在1969年大选中大胜，联盟首次失去三分之二的多数地位。在陈志勤的家乡雪兰莪，州议会中的执政党议员和反对党议员人数相同。
5月12日，陈志勤在获得警方同意后举行胜利游行。然而，参与者偏离了授权路线，堵塞了交通，进入了吉隆坡马来人占主导地位的地区，并在那里高喊种族绰号。5月13日，巫统组织了一次报复性游行，马来人武装团体聚集在首都吉隆坡。游行演变为种族骚乱，暴力事件持续了两天，此事被称为513事件。后来官方统计数字显示死亡总数约为 200 人，但非官方统计数字是该数字的五倍。政府宣布进入紧急状态，议会休会。由敦阿都拉萨领导的国家行动理事会取代内阁掌权。议会休会得情况一直延续到1972年。

## 社会正义党
1972年，民政党创始人之一林苍佑带领该党加入国民阵线，陈志勤反对这一决定，他认为此举使民政党也染上了联盟的种族主义色彩。因此，陈志勤脱党成立马来西亚社会正义党（PEKEMAS)，该党是一个多元政党，民政党4名议员也加入该党。尽管如此，陈志勤支持政府推行的新经济政策，该政策扩大了根据马来西亚宪法第153条所赋予土著（马来人和其他原住民）的特权。陈志勤认为应该采取更严厉的平权行动来解决马来人的贫困问题。
1974年大选中，社会正义党惨败，陈志勤为该党36名候选人中唯一的国会议员。民主行动党和砂拉越国民党以9席共同成为国会最大反对党。这一结果妨碍了陈志勤和社会正义党在国会的议程。与此同时，健康问题也困扰着陈志勤。1977年陈志勤宣布从政坛退休，但他继续保有国会议员和州议员的身份，直到隔年任期结束为止。随着陈志勤的退休，社会正义党大多数党员加入民主行动党。

## 其他活动
1950年代至1978年间，陈志勤是马来亚大学理事会的成员。他在选拔翁姑·阿都·阿兹担任经济学教授方面发挥了重要作用——翁姑·阿都·阿兹后来成为该大学的副校长。 1967年，陈志勤当选为理事会副主席，四年后晋升为主席。大学校长后来授予他荣誉法学博士学位。
1967年，陈志勤被选为马来西亚医生协会主席，他是第一位华人主席。同年，时任雪兰莪州务大臣、陈志勤的政治对手哈伦·伊德里斯向他授予土地，用于建造一所新的私人医院，此前陈志勤一直在推动这一项目。1972年，时任首相敦阿都拉萨亲自为圣淘沙医疗中心揭幕。
陈志勤还积极参与教育事业，并在许多学校担任管理委员会和理事会成员，包括巴都路学校、吉隆坡卫理公会男子学校、吉隆坡维多利亚书院和加影高中。政府后来任命他为高等教育顾问委员会成员，该委员会为当地大学制定政策。
陈志勤是一位虔诚的基督教徒，并自1953年起担任吉隆坡卫斯理宗教堂委员会的成员。

## 退休后
陈志勤退休后将大量时间花费在他的爱好上，包括阅读（在他去世前，他已阅读5000本书）、板球以及军事史的研究，其中他特别关注中东地区的军事。他还为《星报》撰写专栏。
1980年，最高元首授予他丹斯里头衔。陈志勤也攥写了他的自传，《陈志勤：从乡村男孩到反对党先生》。陈志勤后来声称，正是这个头衔使他被当权者所接受，从而允许他为报纸撰稿。
1981年7月8日，陈志勤在《南洋商报》专访即将接任首相的马哈迪·莫哈末。
1993年，陈志勤中风瘫痪，1996年10月14日去世。葬礼在吉隆坡卫理公会男子学校旁的卫斯理教堂举行。马哈迪和其他政要也到场向他致以最后的敬意。
陈志勤的儿子陈记光在1995年加入民政党，并连续担任三届泗岩沫国会议员。1999年起担任民政党副主席。2008年9月陈记光离开民政党加入人民公正党，主张种族政治不可延续。2013年至2018年，任旺沙玛珠国会议员。

## 评价
陈志勤在1996年去世后，时任首相马哈迪·莫哈末曾评价道：
|          | 陈志勤不是一般的反对党领袖，由于他提出种种政府的弱点、错误和越轨之处，他成功地扮演了他的角色。 |
| ——马哈迪 |                                                                                                |

## 荣誉
- 马来西亚 :
  -  马来西亚建国纪念奖章（银奖）(PPM) (1965)
  -  联邦王冠效忠领袖勋章 (PSM) – 丹斯里 (1980)